# 장지연
장지연(張志淵, 1864년 11월 30일 ~ 1921년 10월 2일)은 대한제국의 애국 계몽 운동가 겸 언론인으로 알려져 있으나 친일인명사전에 등재되어있는 친일 인물이다. 본명은 장지윤(張志尹)이며 아호는 위암(韋庵)이다.

## 생애

### 생애 초반
경상북도 상주에서 태어났다. 어린시절 서당에서 한학을 수학하고 1885년 6월 향시 응제과에 합격했으나 가을에 치러진 회시에서 낙방했다. 이후 3~4차례 과거시험에 응시했으나 낙방했고, 1894년 식년시 진사로 합격했으나, 이무렵 동학농민전쟁이 일어나면서 관직에 임명되지는 못하자, 실의에 빠져 고향으로 낙향하여, 이후 후학 양성과 계몽 운동을 하였다.
1895년 을미사변이 일어나자 의병의 궐기를 호소하는 격문을 지어 각지에 발송했다. 1897년 1월 아관파천으로 러시아 공사관에 머물던 고종의 환궁을 요청하는 만인소의 제소를 맡았고, 같은 해 2월 경운궁으로 환궁한 고종에게 황제 즉위를 청하는 상소문의 초안을 짓고 독소(讀疏)를 맡았다. 1897년 7월 사례소 직원에 임명되었고, 9월부터 내부주사를 겸직하다가 1898년 10월에 의면했다.

### 언론, 독립운동
1898년 4월 '경성신문'을 인수해 '대한황성신문'으로 이름을 바꿔 발행하는데 참여했고, 9월에는 남궁억 등과 함께 《황성신문》을 창간하고 독립협회에서 이상재와 함께 활동했다.
독립협회에서 주관하는 만민공동회에 참여해 이틀째부터 총무위원으로 활동하였고, 1899년 1월부터 8월까지 격일간 신문인 '시사총보'의 주필을 지냈다. 같은 해 9월 황성신문 주필로 초빙되어 취임했으나 수개월 후 그만두었다. 1900년 10월 '시사총보'를 출판사인 '광문사'로 개편, 설립할 때 참여해 편집원을 맡아 다산 정약용의 '목민심서','흠흠신서' 등을 간행했다. 1901년 봄 다시 황성신문의 주필로 초빙되었고, 1902년 8월에는 사장으로 취임했다. 1904년 3월 중추원에 연명으로 시정개선을 촉구하는 '정치경장에 관한 주요사항' 55개 조항을 헌의했다.

### 을사 늑약 전후
1905년 4월 정6품 승훈랑의 품계를 받았고, 7월부터 9월까지 민영기, 윤치호, 이달용 등과 함께 일본의 신문사를 시찰하고 돌아왔다. 같은해 을사늑약이 체결된 사흘 후인 11월 20일 황성신문에 을사늑약을 규탄하는 〈시일야방성대곡〉을 실었다가 투옥되었다. 을사늑약을 규탄한 〈시일야방성대곡〉은 1905년 11월 27일 대한매일신보에 한문과 영문으로 번역되어 기사로 나갔다. 이후 코리아데일리뉴스, 재팬크로니클 등의 언론이 이 명문을 인용했다. 한편, 장지연이 사장직에 있던 황성신문은 통감부의 압력에 압수되었고 1906년 2월 12일 정간되었다.
1906년 1월에 석방되었으나 황성신문 사장직에서 물러났다. 이후 장지연은 교육활동을 통해 애국계몽운동을 전개해 나아갔고, 대한자강회와 그 후신인 대한협회 등을 조직하여 친일단체 일진회와 정면 대립을 전개하기도 했었다.

### 생애 후반
1908년 2월에는 블라디보스토크에서 《해조신문》을 발간하며 1년가량 머물렀고, 귀국하여 경남 진주에서 《경남일보》 주필로 일했다. 이 신문은 1910년 경술국치 체결 직후 황현이 자결하면서 남긴 ‘절명시’를 실었다가, 폐간, 복간되는 과정을 거쳤다. 1910년 10월 조선총독부에게서 그에게 공직을 제의했지만 그는 사양하였다.
1918년 매일신보에 그의 이름으로 사설이 실린 것이 마지막 글로 그 이후부터 장지연은 병으로 요양하던 중 1919년 4월 경남 양산을 유람했다. 1921년 1월에 병을 얻었으나 회복되지 않고 더욱 심해지자 음식을 줄이고 술도 끊으면서 치료했지만 1921년 10월 2일 사망했다.

## 친일 행적 의혹 논란
경술국치 이후 장지연은 황현의 절명시 필화 사건 이후부터 조선총독부 기관지인 《매일신보》에 친일시와 매일신보에 논설 주필로 있었고 730여편을 기고했다고 한다. 매일신보 기고 활동은 1914년 말부터 1918년 사이에 집중되어 있으며, 이토 히로부미의 말을 빌려 조선인은 단결성이 없는 인종이라고 주장한 바도 있다.
장지연이 이러한 활동을 하게 된 배경은 일제강점기 경남일보사의 내부분열로 신문사를 퇴사한 이후 조선총독부 인사인 아베 미쓰이에의 권유로 조선총독부 기관지 매일신보에서 활동하게 된 것이다. 이러한 행보는 그 당시에도 유림, 지식인들로부터 많은 비난을 받았다고 한다. 이러한 비난에 대해 장지연 본인은 "1. 객원으로 대하고 사원으로 대하지 않는다. 2. 작성 원고는 일사, 유사, 종교 풍속 등의 내용에 한정하고 신문사 안이 아닌 밖에서 작성해 보낸다. 3. 아베 미쓰이에가 귀국하면 자신도 신문사 활동을 마친다."는 등 세 가지 조건에 입각해 매일신보에서 활동한 것이라고 변명했지만, 실제로 매일신보에 발표된 그의 논설글이나 작품에는 조선총독부의 시정에 호응하는 정치적인 언론들이 상당수 존재한다.

장지연의 친일 의혹의 경우 대한민국 정부 발표 친일반민족행위자 명단에 장지연은 없다. 다만 친일인명사전에는 있는데 친일인명사전의 등재기준을 보면 이유를 알 수 있다.
친일인명사전에 등록된 인물에 대해서 궁금한 점이 있습니다. 친일반민족행위 진상규명위원회가 선정한 친일인물과 민족문제연구소에서 선정한(친일인명사전에 등록된) 인물은 동일한지 궁금합니다만약 동일하다면 민족문제연구소는 친일반민족행위 진상규명위원회가 선정한 친일인물을 기반으로 친일인명사전을 편찬한것인지 궁금합니다
답변:

동일하지 않습니다. 위원회는 죄질이 무거운 반민족행위자를 선정대상으로 한 반면 연구소는 반민족행위자는 물론 부일협력자까지 대상에 포함시켰습니다
즉 장지연은 친일반민족행위자로서 등재된 것이 아닌 부일협력자란 면에서 등재된 것이다. 그러므로 반민족행위 진상규명위원회의 선정에선 제외되고 친일인명사전에는 선정된 것이다.

## 국가보훈처 서훈 논란
1962년 건국훈장 국민장이 추서되었고, 2004년 11월에는 국가보훈처가 선정하는 이 달의 독립운동가로 선정된 바 있다. 그러나 최근에 와서 1914년~1918년 사이 총독부 어용신문사 매일신보에 주필로 활동하여 700여편의 친일한시 및 사설을 게재했다는 의혹 때문에 2008년 민족문제연구소에서 친일인명사전에 수록하기 위해 정리한 친일인명사전 수록예정자 명단 중 언론 부문에 선정되었다. 또한 국가보훈처에서 운영하는 이 달의 독립운동가 공식 홈페이지에서도 이름이 빠졌다.
그는 민족문제연구소의 목록에 오른 이들 가운데 논란이 많은 인물 가운데 하나이다. 논란의 이유로는, 오랫동안 교과서 등을 통해 알려진 통념에 배치된다는 점, 경술국치 이전 애국계몽운동을 전개해 활동했다는점, 지방에서 기고 위주로만 활동하면서 말년의 행적이 잘 알려져 있지 않았다는 점, 일반적인 전향 친일 인사들이 흥업구락부, 수양동우회 사건이나 중일 전쟁 발발 이후 일제의 압박과 같은 계기를 통해 집단으로 친일파로 방향을 바꾸는 데 반하여 1910년대 초반에 특별한 동기가 알려진 바 없이 이미 일본 천황을 찬양하고 총독을 칭송하는 행적을 보였다는 점, 친일 증거물 중 그가 쓴 것으로 의심 받는 《경남일보》의 시나 기사에는 기명 기사를 내지 않는 관례 때문에 글쓴이의 이름이 기재되어 있지 않아 장지연의 글이라는 것을 증명할 수 없다는 점 등이 있다.
최근에는 장지연이 말년에 '1921년 소련 블라디보스토크에서 의병을 지휘했다.'고 기록한 일본 외무성 문서가 발견되었다. 1921년 5월 5일에 작성된 이 문서에는 러시아 지역에서 의병활동을 이끈 "김경천의 초대로 온 장지연이 주우찌하(블라디보스토크 인근으로 추정)에 있으면서 의병을 지휘하고 있다"는 내용이 소개돼 있다.
이 문서 자료를 발굴한 연세대학교 국문과 박애경 교수는 "매일신보 기고자였던 장지연을 매일신보 기자라고 오기한 측면은 있지만 이름이 정확히 일치하고, 매일신보를 언급했다는 측면에서 엉뚱한 사람을 장지연으로 오인했을 가능성은 거의 없다"고 말했다.
그러나 이번 자료를 입증하기 위해서는 종합적인 검토가 필요하다는 지적이 있다. 한국독립운동사 연구자인 수원대학교 박환 교수는 "불령단관계잡건이 신빙성 있는 자료인 것은 분명하지만 노령의 장지연이 의병을 이끌었다는 사실을 명확히 입증하려면 일본 병무청 문서 등 다른 신빙성 있는 자료와 비교 대조해 볼 필요가 있다"며 위암이 말년에 의병활동했는지에 대한 진위여부 논란은 더욱 심화될 전망이다.
친일 논란으로 국가보훈처로부터 서훈이 취소되었다. 후손의 소송도 1심에서 승소하였으나 대법원에서 파기환송되어 결국 2015년 서훈 취소가 확정되었다.

## 상훈
- 건국훈장 국민장 - 1962년 (서훈 취소)

## 묘소
장지연의 묘소는 경상남도 창원시 현동에 위치하고 있다. 1983년 12월 20일 경상남도 문화재자료 제94호로 지정되었으나 장지연의 친일 행적으로 인해 2011년 7월 28일을 기해 해지되었다.

## 저술
- 증보대한강역고, 대동시선 등이 있다.
- 만국사물기원역서[12]

## 같이 보기
- 경남일보 필화 사건